# Fernando González Pacheco
Fernando González-Pacheco Castro (Valencia, 13 de septiembre de 1932 - Bogotá, 11 de febrero de 2014), más conocido como Pacheco, fue un actor, presentador de televisión y periodista colombo-español.
Nacido en España, se trasladó a los 4 años con su familia a Colombia huyendo de la guerra civil española.

## Biografía

### Primeros años
Nació el 13 de septiembre de 1932 en Valencia, España, en el seno de una familia de republicanos, en plena guerra civil española. A los 4 años se trasladaron junto con sus padres a Colombia huyendo de la guerra civil española como exiliados políticos en 1936, en donde fueron acogidos por el gobierno de Alfonso López Pumarejo. 
Gracias al parentesco de su madre y luego de su muerte en junio de 1937, el padre de Pacheco entró a trabajar como administrador general en el diario El Tiempo, de propiedad de su pariente político y futuro presidente Eduardo Santos, cargo en el que estuvo varias décadas.
Fernando estudió la primaria en el Gimnasio Moderno y culminó en 1950 sus estudios de bachillerato en el Colegio Hispano Americano. Estudió dos años de medicina en la Pontificia Universidad Javeriana y fue estudiante de derecho en la Universidad Nacional por un mes y de economía en la Universidad de los Andes por tres.
Luego, fue mecánico, instalador de radios, vendedor de almacenes Sears, músico, boxeador (deporte en el que se le conoció como Kid Pecas), mesero, y camarero de un buque de la Flota Mercante Grancolombiana. Allí descubrió «que somos una pulga ante la inmensidad del mar»; en los momentos de descanso, tocando guitarra y cantando, animaba las veladas con sus compañeros, hasta que en un barco lo conoció Alberto Peñaranda, que después fue el dueño de la programadora de televisión Punch y quien le propuso probar suerte en la naciente televisión, pero inicialmente no aceptó el reto, hasta que ante la insistencia del señor Peñaranda, decidió aprovechar unas vacaciones para ensayar.

### Trayectoria en la televisión
Llegó a la televisión en marzo de 1956 y su primer programa fue Agenda de artistas. En esa época, todos los programas se hacían en directo, con lo cual el ingenio del presentador era más importante que su apariencia física. Pacheco representó el espíritu de los pioneros de la televisión, que podían actuar en teleteatros, leer noticias y presentar musicales.
Años más tarde, fue el animador de Operación Ja Ja que fue la cuna de humoristas como Jaime Agudelo, Óscar Meléndez y Hugo Patiño. Este programa fue la semilla del programa Sábados felices, que lleva más de 50 años al aire en la televisión colombiana y mantenido su audiencia.
En 1984, fue el anfitrión de los 15 años de la programadora Jorge Barón Televisión.
Y participó en el desaparecido musical humorístico El show de Jimmy de Do Re Creativa Tv en la sección Cante aunque no cante con el tema Yo tengo ya la casita, participante recurrente en Los Meros Recochan Boys y presentador durante una temporada en el programa.
También estuvo en el aniversario de los 15 años del humorístico  Sábados felices cómo invitado.
En el caso de Pacheco, su innata habilidad en el trato con las personas le llevó a estar en muchos ámbitos. Actuó, animó programas de variedades como Animalandia o Sabariedades, y concursos como Alcance la estrella, El programa del millón, Cabeza y cola, Quiere Cacao, Siga la pista y Compre la orquesta; hizo entrevistas en Charlas con Pacheco y fue copropietario de la empresa de producción Coestrellas, junto con Carlos 'El Gordo' Benjumea. Es autor del libro Me llaman Pacheco, que tiene prólogo de Daniel Samper Pizano.
Para colaborar con causas sociales se atrevió a torear, lanzarse en paracaídas y meterse a una jaula con leones.

## Familia
Era hijo del español republicano Doroteo González-Pacheco, y de la colombiana Inés Castro Montejo (miembro de la aristocracia colombiana emergente). Su madre era hija sobrina de Leopoldina Montejo Camero, esposa del periodista Francisco Santos Galvis, y madre de Gustavo, Enrique, Hernando, Guillermo y Eduardo Santos Montejo.
Gustavo, fue un literato y gestor cultural, y también fue alcalde mayor de Bogotá en 1938; Enrique fue periodista y usó el sobrenombre de Calibán, y Eduardo, compró el periódico El Tiempo de manos de su cuñado, y llegó a la presidencia de Colombia entre 1938 y 1942. Todos eran descendientes de Antonia Santos, heroína de la independencia de Colombia. De Enrique son nietos el expresidente de Colombia Juan Manuel Santos, y el exvicepresidente Francisco Santos.
Por otra parte, la periodista Consuelo Salgar Jaramillo (nieta del expresidente Eustorgio Salgar) era esposa de un sobrino bisnieto de Leopoldina Montejo.

## Obra

### En el cine
Participó como actor en la película Tres cuentos colombianos en el segmento titulado El zorrero (1963); así como en La víbora (1967), Orgullosos, malditos y muertos (1972) y El último asalto (1982); en teatro actuó en Sugar, el musical y La jaula de las locas.

### En la televisión
Actuó en diversos programas:
- Yo y tú (1956-1976)
- El cadáver del señor García
- Arsenio Lupin
- El viejo (1980)
- Rasputín (1980 - 1981)
- El manantial de las fieras (1982)
- El último asalto (1982)
- Tuyo es mi corazón (1985)
- Música maestro (1990)... Atilano González
- Puerta grande  (1993) .... Terencio
- La caponera (2000) ... (como él mismo)
- Isabel me la veló (2001) ... Leónidas Vargas
- Pecados capitales (2003) ... (como él mismo)

### como presentador y entrevistador
Entre los programas en que se desempeñó están:
- Agencia de artistas
- Alcance la estrella
- Animalandia
- Cabeza y cola
- Charlas con Pacheco (Coestrellas)
- Cita con Pacheco
- Compre la orquesta
- Concurso Nacional de Belleza (1993, 1994 y 1995)
- Día a día[12]
- El club de los cortapalos
- El Programa de la tarde
- El programa del millón
- Exitosos
- Frivo
- Informativo RCN 7:30
- La Bella y la Bestia
- Los tres a las seis
- Mano a mano
- Musical RCN
- Pacheco, el gordo y...
- Pacheco insólito
- El juego del amor
- Pacheco pide la pista
- Qué pareja más pareja
- Quiere Cacao
- Sabariedades
- Siga la pista
- Super bien
- Súper Sábado
- Telecirco
- Tres puntos aparte
- Uno más uno, tres

## Obras
- Me llaman Pacheco: memorias de 25 años de televisión y 50 años de vida azarosa del más popular de los colombianos, 1982

## Premios
Recibió dos veces el Premio Nacional de Periodismo Simón Bolívar. Primero, por Cita con Pacheco, en la categoría Mejor crónica o reportaje en 1978. En Charlas con Pacheco se consagró como gran entrevistador; por su entrevista con Luis Carlos Galán lo recibió en la categoría Mejor entrevista en 1990. También, India Catalina al mejor presentador, Premio Nemqueteba, Antena de la Consagración, Antena de Oro, Ondra, Premio José Mercurio de la Asociación de Periodistas del Espectáculo, compartido con Gloria Valencia de Castaño (1978) y APE.

## En la cultura popular
- Aunque no se asocia directamente, el personaje de Leandro de la novela de semificción histórica, El Tío, cuenta la historia de Pacheco y su incursión en la televisión colombiana, gracias al patrocinio de Eduardo Santos (El Tío).[16]